# Isländische Fußballmeisterschaft der Frauen 1980
Die Isländische Fußballmeisterschaft der Frauen 1980 (isländisch 1. deild kvenna) war die neunte Austragung der höchsten isländischen Spielklasse im Frauenfußball. Sie startete am 2. Juni 1980 und endete am 24. Juli 1980. Vier Mannschaften trafen im einfachen Rundenturnier aufeinander. Der Titelverteidiger Breiðablik Kópavogur gewann zum dritten Mal die isländische Meisterschaft.

## Meisterschaft
Tabelle
| Pl. | Verein               | Sp. | S | U | N | Tore    | Diff. | Punkte |
| --- | -------------------- | --- | - | - | - | ------- | ----- | ------ |
| 1.  | Breiðablik Kópavogur | 3   | 3 | 0 | 0 | 018:100 | +8    | 06:0   |
| 2.  | Valur Reykjavík      | 3   | 2 | 0 | 1 | 018:900 | +9    | 04:20  |
| 3.  | Keflavík ÍF          | 3   | 1 | 0 | 2 | 007:150 | −8    | 02:40  |
| 4.  | FH Hafnarfjörður     | 3   | 0 | 0 | 3 | 007:160 | −9    | 0:60   |

Kreuztabelle 
|                      | Breiðablik Kópavogur |     | Keflavík ÍF | FH Hafnarfjörður |
| Breiðablik Kópavogur |                      | 7:5 | –           | 8:3              |
| Valur Reykjavík      | –                    |     | 9:1         | –                |
| Keflavík ÍF          | 2:3                  | –   |             | –                |
| FH Hafnarfjörður     | –                    | 1:4 | 3:4         |                  |